# شیونوگی

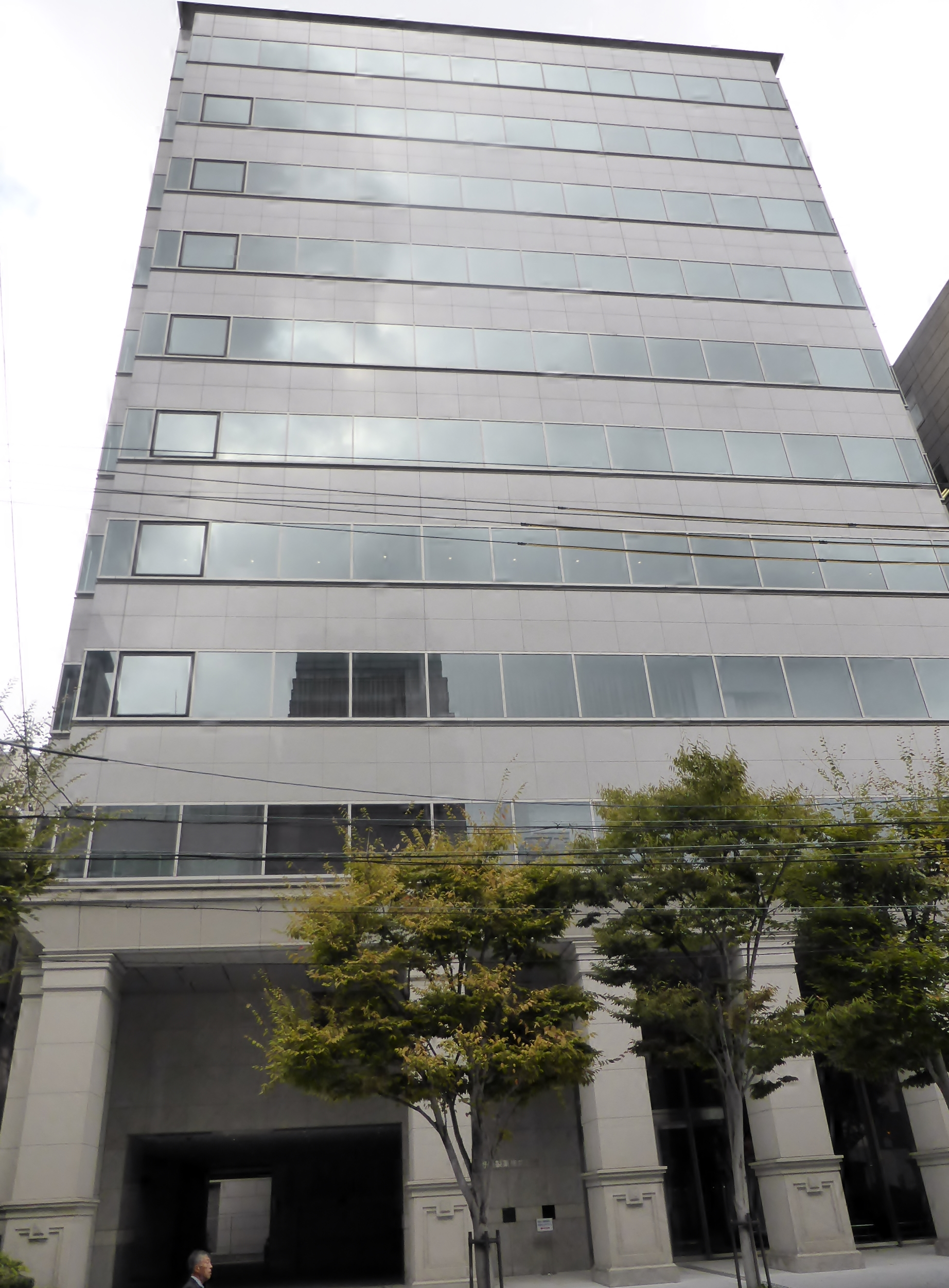
ساختمان دفتر مرکزی شیونوگی در اوساکا

شیونوگی (به ژاپنی: 塩野義製薬) شرکت داروسازی ژاپنی است، که در زمینه تولید داروی شیمیایی، تجهیزات زیست‌فناوری، تجهیزات پزشکی و ابزارهای تشخیص فعالیت می‌کند.
شرکت شیونوگی در سال ۱۸۷۸ تأسیس شد. دفتر مرکزی این شرکت در شهر اوساکا، ژاپن قرار دارد و بخشی از سهام آن در بازارهای بورس اوساکا و بورس توکیو معامله می‌شود.
مستر تراست بانک با ۵٫۴ درصد، سومیتومو لایف با ۵٫۲ درصد، نیپون لایف با ۳٫۷ درصد و ژاپن تراستی سرویس بانک با در اختیار داشتن ۴٫۴ درصد از سهام شیونوگی، بزرگترین سهام‌داران آن به‌شمار می‌آیند.